# Udomljai járás

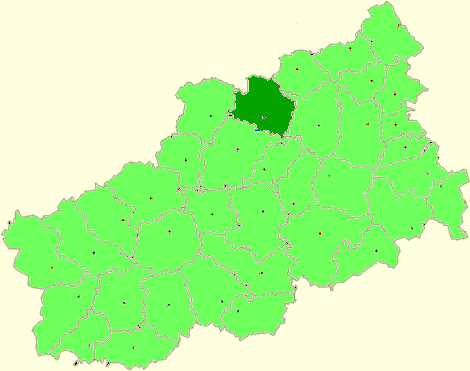
Az Udomljai járás a Tveri területen

Az Udomljai járás (oroszul Удомельский район) Oroszország egyik járása a Tveri területen. Székhelye Udomlja.

## Népesség
- 1989-ben 12 426 lakosa volt.
- 2002-ben 10 401 lakosa volt.
- 2010-ben 40 292 lakosa volt, melyből 34 117 orosz, 755 ukrán, 392 tatár, 253 örmény, 229 fehérorosz, 203 azeri, 154 csuvas, 105 német, 91 üzbég, 83 csecsen, 78 cigány, 74 mordvin, 70 tadzsik, 64 lezg, 57 karjalai, 37 moldáv, 35 ezid, 35 udmurt, 32 kirgiz, 32 mari, 31 koreai, 30 baskír, 28 lengyel, 25 udin, 23 kazah, 21 kumik, 13 zsidó, 12 avar, 12 bolgár stb.